# Pieve di San Biagio (Bibbiena)
La pieve di San Biagio è un luogo di culto cattolico che si trova in località Partina a Bibbiena.
L'attuale parrocchia di San Biagio, nata come oratorio, divenne prioria nel 1740 e pieve nel 1784. Ampliata nella seconda metà del XVIII secolo, con facciata templare, presenta l'interno a croce latina con una sola navata divisa dal transetto da una loggia a serliana; sull'altare maggiore è un crocifisso ligneo del XVI secolo.